# Josef Hintermayer
Josef Hintermayer (* 10. April 1931 in Hollabrunn; † 22. Februar 1992 in Horn) war ein österreichischer Politiker (FPÖ) und Landwirt. Hintermayer war von 1983 bis 1989 Abgeordneter zum österreichischen Nationalrat.
Hintermayer besuchte nach der Pflichtschule die landwirtschaftliche Fachschule und besuchte zudem Kurse und Seminare. Er arbeitete ab 1948 in der Landwirtschaft seiner Eltern und übernahm 1960 den Betrieb, den er in der Folge ausbaute und auf Wein- und Getreideanbau spezialisierte. Hintermayer wurde der Berufstitel Ökonomierat verliehen. 
Im politischen Bereich engagierte sich Hintermayer ab 1974 als Mitglied des Bundesagrarausschusses der FPÖ und war Stellvertreter des Bundesagrarreferenten. 1974 wurde er zum Obmann-Stellvertreter der FPÖ Niederösterreich gewählt, 1979 zum Landesobmann des Verbandes freiheitlicher Gemeinderäte Niederösterreichs. Hintermayer vertrat die FPÖ zwischen dem 1. Juni 1983 und dem 11. Oktober 1989 im Nationalrat. Danach war er vom 11. Oktober 1989 bis zu seinem Tode am 22. Februar 1992 Abgeordneter zum Landtag von Niederösterreich.